# Hungexpo Budapest Kongresszusi és Kiállítási Központ
A Hungexpo Budapest Kongresszusi és Kiállítási Központ (korábbi nevei: Budapesti Vásárközpont és Kőbányai Vásárváros), a köznyelvben használt nevén a Hungexpo egy pavilonokból álló kereskedelmi és szórakoztató létesítmény, kiállítás- és rendezvényhelyszín Budapest X. kerületében, Kőbánya Ligettelek nevű városrészében, a Kincsem Park, a MÁV Kőbányai teherpályaudvar és a Kőbánya felső vasútállomás között. A Hungexpo az ország és a régió vezető kiállítás- és konferenciaszervező cége.

## Megközelítése közösségi közlekedéssel

### Autóbusz
Az 1973-ban megindult, ritka követésű 10-es busszal (régebben 100-as busz) lehet megközelíteni az Örs vezér terétől, ami nagyobb rendezvények idején sűrűbben, szóló helyett csuklós járművekkel kiadva közlekedik.

### Metró
A 2-es metró Pillangó utca megállója a főbejárattól 1,3 km távolságra, kb. 17 perc hosszú sétával érhető el.

### Villamos
1925 és 1995 között a Blaha Lujza térről (29) és a Keleti pályaudvarról (29Y) a 37-es vonalból a Pongrác úti felüljáró után kiágazó – időszakosan közlekedő – 29-es villamos (1996-ban 100-as villamos) járt ki, amelynek három vágányos hurokvégállomása közvetlenül a Hungexpo főbejárata és a szomszédban, 1925-ben megnyílt Lóversenypálya előtt helyezkedett el az Expo téren, közvetlen és gyors összeköttetést teremtve ezáltal a belvárossal.

### Vasút
Nagyobb események idején régebben közvetlen különvonatokat indítottak a Nyugati pályaudvarról az Albertirsai út páratlan oldalán lévő Kőbányai teherpályaudvarig. Távolabb található a Kőbánya felső vasútállomás.

## Leírása
A HUNGEXPO 36 hektáros parkosított területén 3 fogadócsarnok, egy kongresszusi központ, 7 kiállítási pavilon, irodák, raktárak, központi konyha és 6 parkoló található. A rendezvények összesen 7 kapun, illetve bejáraton keresztül közelíthetőek meg. Párhuzamos rendezvények esetén a terület jól szekcionálható, külön bejárást és közlekedési utakat biztosítva a különböző események számára. Az A, D, F, G, H pavilonokat egy fedett 300 méteres passzázs köti össze, melyet nyugati végén a Főépület, keleti oldalán pedig a III-as Fogadó felől lehet megközelíteni. A legnagyobb 20 000 m2 alapterületű A pavilon a passzázson keresztül a G, F és egy belső átjáróval a D pavilonhoz is kapcsolódik. Innen pedig belső, illetve fedett átjárókon közelíthető meg az E és a B pavilon.

### Pavilonok
| Név                      | Bruttó alapterület (m²)    | Belmagasság (m) | Max befogadóképesség (fő) | Kistermek száma | Pavilon méretei (m) |
| ------------------------ | -------------------------- | --------------- | ------------------------- | --------------- | ------------------- |
| A pavilon                | 19 528                     | 7               | 12 000                    | 12              | 108 x 180           |
| B pavilon                | 6 536                      | 7               | 5 500                     | 9               | 60 m x 108 m        |
| C - Kongresszusi Központ | Három szinten össz. 15 000 | változó         | 4 500                     | 30              |                     |
| D pavilon                | 5 240                      | 7               | 3 000                     | -               | 72 m x 73 m         |
| E pavilon                | 7 240                      | 8               | 5 000                     | 9               | 72 m x 102 m        |
| F pavilon                | 3 838                      | 7               | 3 500                     | -               | 49 m x 75 m         |
| G pavilon                | 9 504                      | 12              | 9 000                     | 3               | 72 m x 132 m        |
| H pavilon                | 5 686                      | 8               | 5 000                     | 6               | 72 m x 78 m         |

## Története
1921 óta itt tartották meg az éves mezőgazdasági kiállításokat. (OMÉK) Tavasztól őszig tematikus vásárokat is rendeztek. A második világháború miatt 1943-1948 között szünetelt a vásárközpont. Ezt követően a Horthy-korszak magángazdaságai helyett már a Rákosi korszak állami termelőszövetkezeteinek eredményeit mutatták be. 1974-ben költözött ki ide a Városligetből a Budapesti Nemzetközi Vásár (BNV). 1982-ben nyílt meg a 340 ágyas Expo Hotel 50 méter magas tornya, amelyet a közelmúltban újítottak fel. Az utolsó BNV-t 1992-ben rendeztek meg. Azóta többek között tematikus kiállítások, találkozók, konferenciák és egyéb szórakoztató rendezvények számára adja bérbe az üzemeltető a park nagy befogadóképességű, korszerűen felszerelt és berendezett pavilonjait. 2019 és 2021 között épült a kongresszusi központ, továbbá felújították és kibővítették a pavilonokat, amelyekből így már hét darab kínál helyszínt a különböző rendezvényekhez.
A Vásárvárost jelölték ki a 2021 szeptemberében megrendezésre kerülő 52. Nemzetközi Eucharisztikus Kongresszus fő helyszínének.

## 2019-2021 között tartó felújítás
A Hungexpo masszív revitalizációs programját a koronavírus előtt, 2019 őszén jelentették be. A munkálatokat végül 2021 őszére, 55 milliárd forintból sikerült befejezni, amellyel a Hungexpo nagyot lépett előre Európa legjobb rendezvényhelyszíneinek listáján. A tervező a Finta Stúdió, a kivitelező pedig a KÉSZ Zrt. volt. A fejlesztést a terület tulajdonosa, az Expo Park Kft. koordinálta. Az elkészült beruházások és fejlesztések üzemeltetője továbbra is a Hungexpo Zrt., amely szervezi és rendezi a kiállításokat, rendezvényeket és működteti az infrastruktúrát.
A felújítások során épült két új pavilon és egy új fogadócsarnok, felújítottak öt meglévő pavilont, rendezték a terepet és sok ezer parkolóhelyet készítettek, ezen kívül megújult a hely teljes közmű-infrastruktúrája. A fejlesztés "kulcseleme" a több, mint 25 000 négyzetméteres, 21. századi vadonatúj Kongresszusi Központ. Az épületben újonnan épült plenáris terem több, mint 2000 fő befogadására képes, ráadásul székrendszere Magyarországon egyedülálló, a széksorok lehetnek teljesen síkban, de gombnyomásra emelkedő nézőtérré is átalakulhatnak. A teremben egy részlegesen süllyeszthető színpad is van, a színpad mögötti falon pedig a legnagyobb magyarországi, 72 négyzetméteres állandó led-fal. A plenáris termet kiegészíti 24, mobil elválasztófalakkal tetszőleges méretekre alakítható, elválasztható, vagy egybenyitható szekcióterem is. A Konferencia Központban létrejött még egy egybenyitható, vagy teljesen elválasztható 2500 négyzetméteres kiállítási csarnok is a bejárati szinten, ezen kívül pedig még egy 2300 négyzetméteres tetőterasz is várja a vendégeket jó idő esetén.

## Saját rendezvények
- AGROmashEXPO mezőgazdasági gépkiállítás
- Budapest Boat Show
- Construma Nemzetközi Építőipari Szakkiállítás
- Fegyver, Horgászat, Vadászat Nemzetközi Kiállítás (FeHoVa)
- Ipar Napjai Kiállítás
- OtthonDesign
- Utazás kiállítás

## Egyéb rendezvények a Hungexpo-n
- 52. Nemzetközi Eucharisztikus Kongresszus (2021)
- AMTS - Nemzetközi Autó, Motor és Tuning Show (évente)
- Asztalitenisz Világbajnokság (2019)
- Bocuse d’Or európai válogató (2022)
- Budapesti Nemzetközi Vásár (1974-1992 között évente)
- Budapest Comic Con
- Educatio Nemzetközi Oktatási Szakkiállítás (évente)
- Vadászati világkiállítás (1971)
- Egy a Természettel - Vadászati és Természeti Világkiállítás (2021)
- Esküvő Kiállítás
- Európai Kutyakiállítás
- Hó-Show
- Mach-Tech Kiállítás
- Michelin Gála (2022)
- MondoCon találkozók (évente)
- Országos Mezőgazdasági Kiállítás és Vásár (OMÉK, kétévente)
- PlayIT videójáték kiállítás és vásár
- Szakma Sztár Fesztivál (évente)
- Totalcar Parkoló Parádé
- HUNGULF Expó és Konferencia 2024

## Külső hivatkozások
- Ismertető PDF (magyarul és angolul)